# Karol Latowski
Karol Latowski (ur. 25 listopada 1939 w Warszawie, zm. 18 stycznia 2017 w Poznaniu) – polski biolog, prof. dr hab., specjalista w zakresie taksonomii roślin i karpologii.

## Życiorys
W latach 1953–1957 uczęszczał do Liceum Ogólnokształcącego w Łobżenicy, po ukończeniu którego studiował biologię na Wydziale Biologii i Nauk o Ziemi Uniwersytetu im. Adama Mickiewicza w Poznaniu (1959–1964), uzyskując tytuł magistra. W 1972 otrzymał stopień doktora nauk farmaceutycznych na Wydziale Farmaceutycznym Akademii Medycznej w Poznaniu. W 1982 uzyskał habilitację na Wydziale Biologii i Nauk o Ziemi UAM.
W 1991 prezydent Rzeczypospolitej Polskiej nadał Karolowi Latowskiemu tytuł profesora, natomiast w 1996 Minister Edukacji Narodowej tytuł profesora zwyczajnego. Od 2010 był emerytowanym profesorem na Wydziale Biologii UAM w Poznaniu.
Wieloletni pracownik Zakładu Taksonomii Roślin UAM. W latach 1985–1987 i 1990–1993 był prodziekanem ds. studenckich Wydziału Biologii UAM. W latach 1996–1999 piastował funkcję dyrektora Instytutu Biologii Środowiska UAM. Był ponadto Honorowym Opiekunem Koła Naukowego Przyrodników tej uczelni (podobnie jak prof. Julian Rafalski, ale dłużej, przez 22 lata) oraz członkiem Konwentu Godności Honorowych UAM.
Został pochowany na cmentarzu koło kościoła Świętego Krzyża w Buku koło Poznania.

## Dorobek naukowy
Zajmował się florystyczną i historyczną geografią roślin, chwastami pól uprawnych oraz florą terenów kolejowych. Specjalizował się w taksonomii roślin, ze szczególnym uwzględnieniem struktury owoców i nasion (karpologia). Publikował także prace z zakresu historii botaniki, np. dotyczące dorobku naukowego prof. Jozefa Paczoskiego i przyczynił się do pierwszego opublikowania drugiego tomu „Flory Chersonia” w 2008 r. (80 lat po wydaniu pierwszego tomu). Poza tym, promował w innych krajach tzw. „polską prasę” zielnikową (łatwy sposób suszenia roślin do zielnika, wymyślony przez prof. Józefa Mądalskiego).
Karol Latowski był autorem wielu książek i publikacji, m.in.:
- Badania nad morfologią i anatomią owoców i nasion środkowo-europejskich gatunków rodzaju Erysimum L., Monographiae Botanicae, 49: 5-78 (1975)
- Taksonomiczne studium karpologiczne eurazjatyckich gatunków rodzaju Lepidium L. Wyd. Naukowe Uniwersytetu im. A. Mickiewicza w Poznaniu. Seria Biologia, 23:1 - 105. Poznań (1981)
- Rodzaj Erysimum L. W: Flora Polski, Rośliny naczyniowe (A. Jasiewicz red.). Państwowe Wydawnictwo Naukowe, 4: 149-159. Warszawa-Kraków (1985)
- Rodzaj Lepidium L. W: Flora Polski, Rośliny naczyniowe (A. Jasiewicz red.). Państwowe Wydawnictwo Naukowe, 4: 253-263. Warszawa-Kraków (1985)
- Rośliny naczyniowe Wielkopolskiego Parku Narodowego. Prace Zakładu Taksonomii Roślin UAM w Poznaniu. Bogucki Wyd. Naukowe, 4: 1-229. Poznań (jako współautor z W. Żukowskim, B. Jackowiakiem i J. Chmielem, 1995)
- Rozmieszczenie, ekologia i biologia chwastów segetalnych. Bibliografia polskich prac za lata 1996-2000. Prace Zakładu Taksonomii Roślin UAM w Poznaniu, 11: 1-91. Bogucki Wyd. Naukowe. Poznań (jako współautor z B. Jackowiakiem, 2001)
- Latowski K., Jackowiak B. 2006. Rozmieszczenie, ekologia i biologia chwastów segetalnych. Bibliografia polskich prac za lata 2001-2005. Prace Zakładu Taksonomii Roślin UAM w Poznaniu, 16: 1-104. Poznań (jako współautor z B. Jackowiakiem, 2006)
- Rozmieszczenie, ekologia i biologia chwastów segetalnych. Bibliografia polskich prac za lata 2006-2010. Prace Zakładu Taksonomii Roślin UAM w Poznaniu, 18: 1-130. Wyd. Kontekst, Poznań (jako współautor z B. Jackowiakiem, 2011)
- 562 hasła encyklopedyczne. W: Alicja Szweykowska i Jerzy Szweykowski (red.). „Słownik Botaniczny”. Wyd. „Wiedza Powszechna”, Warszawa (2003)
- 123 hasła encyklopedyczne. W: Alicja Szweykowska i Jerzy Szweykowscy (red.). „Leksykon popularnonaukowy. Botanika”. Wyd. „Wiedza Powszechna”, Wyd. Albatros. Kraków (2005)[1]

## Odznaczenia i nagrody
- Złoty Krzyż Zasługi (1985)[1]
- Medal Komisji Edukacji Narodowej (1991)[1]
- Nagroda Indywidualna Ministra Nauki Szkolnictwa Wyższego i Techniki za rozprawę habilitacyjną „Taksonomiczne studium karpologiczne eurazjatyckich gatunków rodzaju Lepidium L.” (1983)[1]
- Nagroda Zespołowa Ministra Edukacji Narodowej i Sportu za współautorstwo książki „Słownik Botaniczny” (2004)[1]
- Medal im. Władysława Szafera (2010)[4]
- Medal Rektora Uniwersytetu im. Adama Mickiewcza w Poznaniu Homini Vere Academico (2017, pośmiertnie)[5]